# Inga hayesii
Inga hayesii é uma espécie vegetal da família Fabaceae.
Conhecida popularmente (em castelhano) como Guamo, Guavo, Piva.
Árvore pequena de floresta tropical úmida, semi-decídua, e com folhas pinadas, segundo o CEP (Centro de Estudos e Pesquisas).
Segundo International Union for Conservation of Nature and Natural Resources, a Inga hayesii foi encontrada inicialmente só no Panamá, mas atualmente é também encontrada Nicarágua, Costa Rica, Panamá, Colômbia, Equador e Peru em pouca quantidade nas planícies de floresta úmida secundária e semi-decídua, em áreas fora das reservas de proteção ambiental.
Segundo BODC (British Oceanographic Data Centre), que fez 19 observações entre 0 e 3.028 metros de altitude e uma média de 486 metros.

## Identificadores
- Biodiversity Heritage Library NamebankID: 2838440
- Catalogue of Life Accepted Name Code: ILD-13551
- CEP ID:
- Global Biodiversity Information Facility Taxonkey: 13636777
- Globally Unique Identifier: urn:lsid:ipni.org:names:500485-1
- GRIN Nomen Number: 415175
- Integrated Taxonomic Information System (ITIS) Taxonomic Serial Number (TSN):
- International Plant Names Index (IPNI) ID: 128532-2
- IUCN ID: 30605
- MoBot NameID:
- Natural Heritage Network Species Identifier:
- U.S.D.A. Plant Symbol:
- Zipcode Zoo Species Identifier: 402057